# شانس دوم (فیلم ۱۹۷۲)
شانس دوم (به انگلیسی: Second Chance) فیلم تلویزیونی به کارگردانی پیتر تیوکسبری محصول ۱۹۷۲ ایالات متحده آمریکا است. مدیر اجرایی تولید این فیلم دنی توماس است.

## بازیگران
- برایان کیت
- الیزابت اشلی
- کنت مارس
- ویلیام ویندوم